# Guerra Guaranítica
A Guerra Guaranítica (1753–1756) foi o conflito armado envolvendo as tribos Guarani das missões jesuíticas contra as tropas espanholas e portuguesas, como consequência do Tratado de Madrid (1750) que definiu uma linha de demarcação entre o território colonial espanhol e português na América do Sul.
O limite estabelecido entre as duas nações era demarcado pelo rio Uruguai, com Portugal possuindo o território a leste do rio e a Espanha a oeste. Isso fez com que as sete missões jesuítas a leste do rio Uruguai, conhecidas como Missões Orientais, deveriam ser desmanteladas e deslocadas para o lado oeste espanhol do rio. Essas missões: São Miguel, Santo Ângelo, São Lourenço Mártir, São Nicolas, São João Batista, São Luiz Gonzaga e São Francisco de Borja foram algumas das mais populosas da América do Sul com 26 362 habitantes, de acordo com um recenseamento dos jesuítas e muitos mais nas áreas circundantes.
Em 1754, os jesuítas entregaram o controle das missões, entretanto os guaranis, liderados por Sepé Tiaraju, recusaram-se a cumprir a ordem de mudança. A princípio os esforços feitos pelo exército espanhol para remover vigorosamente os guarani das missões falharam, estendendo o conflito na região da La Plata. Em 10 de fevereiro de 1756, uma força combinada de 3 000 soldados espanhóis e portugueses lutaram contra os guaranis na Batalha de Caiboaté.  O conflito resultou na morte de 1 511 guaranis, enquanto os europeus sofreram apenas 4 mortes. Na sequência da batalha, o exército conjunto luso-espanhol ocupou as sete missões.

## Causas dos conflitos

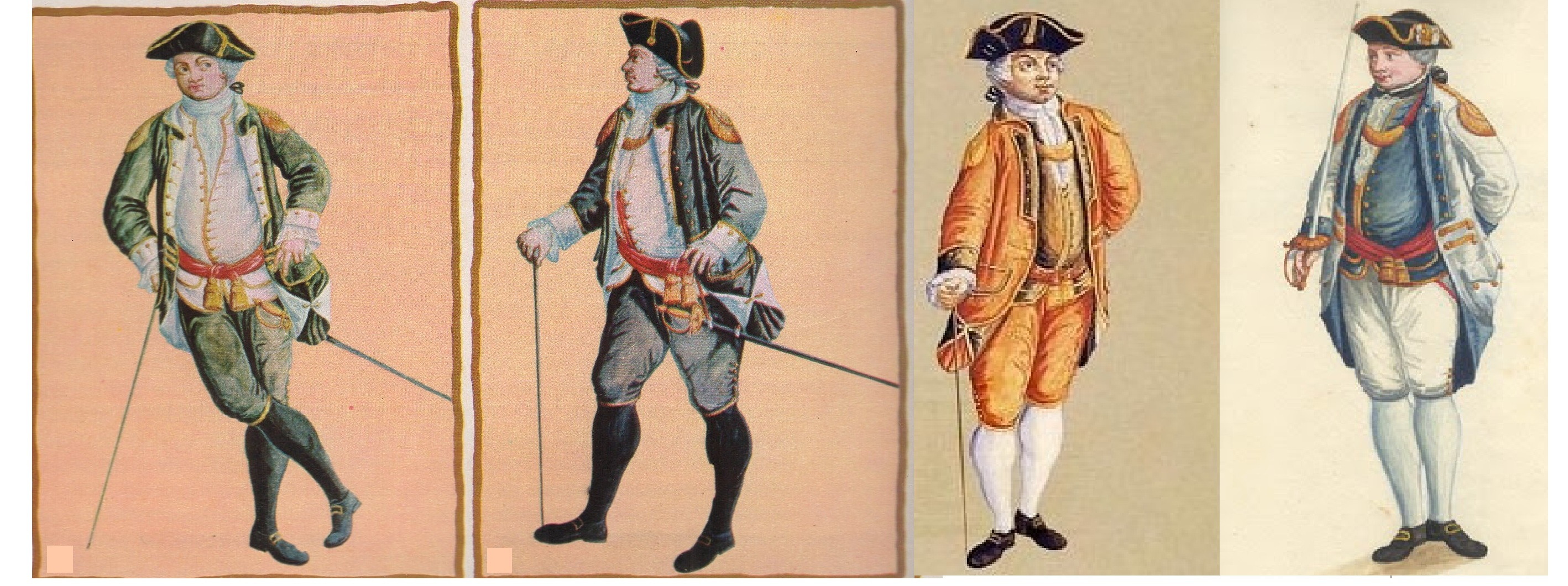
Militares portugueses e brasileiros do século XVIII

As missões jesuítas guaraníticas eram um conjunto de trinta cidades missionárias fundadas no século XVII pela ordem religiosa católica da Companhia de Jesus, entre os aborígenes guaranis e povos relacionados, cujo propósito era sua evangelização. Geograficamente, quinze dessas missões se localizavam nas províncias atuais de Misiones e Corrientes, na Argentina; oito delas na atual região do Paraguai e as sete restantes, chamadas Missões Orientais, localizadas no sudoeste do Brasil. Todas estas regiões localizadas na jurisdição chamada Província Paraguaia localizada no Virreinato do Peru e regiões abrangentes do atual Paraguai, Argentina, Uruguai e partes da Bolívia, Brasil e Chile.
Com o coroamento de Fernando VI (1746-1759), na Espanha, tendo como rainha Bárbara de Bragança (1711-1758), filha de João V (1689-1750), de Portugal; o novo rei espanhol herdou o beligerante problema de fronteiras entre os dois domínios, causa de constantes guerras, arregimentação de tropas e da população. Fernando VI escolheu uma política conciliadora, optando pela neutralidade frente às tensões entre a França e a Inglaterra, e estabelecendo um momento de reconstrução do seu poder econômico e militar no mundo. Consequentemente a aproximação com Portugal se tornou mais efetiva e crucial para o Tratado de Madrid no ano de 1750. Fernando VI foi coroado em 10 de junho de 1746. Em 12 de novembro já ocorriam as primeiras negociações para um tratado de limites abrangente.

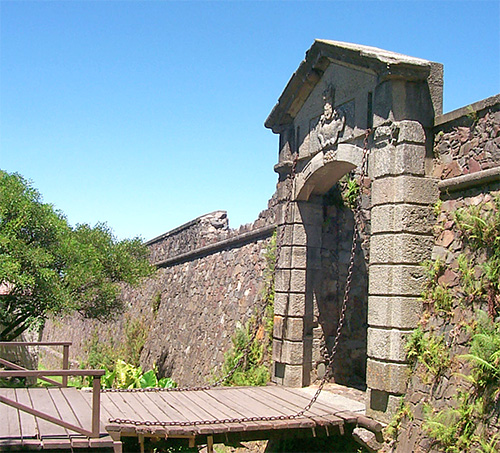
Antiga muralha de Colonia de Sacramento

Desde 1680, Portugal havia implantado o enclave da Colônia do Sacramento na sua banda oriental (atual Colônia, no Uruguai), em uma operação de interesse geopolítico para expandir suas fronteiras, mas que se revelara economicamente substancioso pelo contrabando da prata, do couro, do chifre, do sebo e da erva-mate. Três guerras importantes já haviam sido travadas pelo reduto, perdidas por Portugal, mas recuperado na esfera diplomática. Quando não estava em guerra ou ocupada, a Colônia do Sacramento encontrava-se bloqueada permanentemente pela esquadra naval e tropas de terra da Espanha. Este conflito gerou um impasse nas as missões jesuíticas da bacia do alto Uruguai. Quando as negociações vislumbraram a permuta da Colônia do Sacramento pelos Sete Povos, o marquês de la Ensenada e o jesuíta Francisco de Rávago manifestaram-se contra.
Desde o início das conversações, dois problemas de “usurpação” de territórios afloraram. A Espanha indicava a exagerada progressão lusitana sobre o sul, com a anexação do Rio Grande de São Pedro e parte da banda oriental do Uruguai, além da famigerada Colônia do Sacramento. Portugal, por sua vez, indicava a posse espanhola ilegítima das Filipinas. Depois de diversas conferências, os dois reinos adotaram o princípio do Uti possidetis para as questões dos domínios ultramarinos, associado aos marcos notáveis das divisões naturais “dos montes ou rios grandes”. O critério possibilitou que Portugal ficasse com o domínio da Amazônia e a Espanha com o do Rio da Prata, combinado com algumas concessões mútuas de territórios adjacentes.
No entanto, a cessão das missões jesuítas aos portugueses foi um preço elevado para os líderes políticos espanhóis. Desde a sua criação, os jesuítas foram capazes de criar uma barreira real para a penetração portuguesa no Rio de la Plata e no Paraguai, formando, de fato, as únicas populações permanentes em uma fronteira irresoluta e tradicionalmente despovoada, um fato que facilitou o avançado lusitano sobre ela. Além disso, os jesuítas tinham conseguido com persuasão a pacificação hierárquica das tribos indígenas naquela região e sua conversão em trabalhadores disciplinados e convertidos ao cristianismo. Este valor agregado que os missionários indígenas tinham (sua integração social e a produtividade de que eram capazes) tornava-os objeto da ganância dos bandeirantes, expedições de caça de índios que, a partir de cidades como São Paulo, no Brasil Português, buscavam para proporcionar escravos mais baratos do que os negros africanos aos latifundiários portugueses para as suas explorações agrícolas. Ao longo do século XVII e na primeira metade do século seguinte, as bandeiras e os missionários indígenas, liderados pelos jesuítas, entraram em confronto em confrontos sangrentos, geralmente favoráveis ao último, como, por exemplo, a batalha de Mbororé (sobre um afluente do curso superior do rio Uruguai), em 1641.
Por fim, a coroa espanhola preferiu entregar esses domínios em troca da Colônia e o novo Tratado foi assinado em Madri a 13 de janeiro de 1750, tendo como signatários José de Carvajal e o visconde de Vila Nova de Cerveira (Luis Silva Teles). Deixavam de valer o Tratado de Tordesilhas (1494) e a Tratado de Saragoça (1529).

## Tratado de Madrid

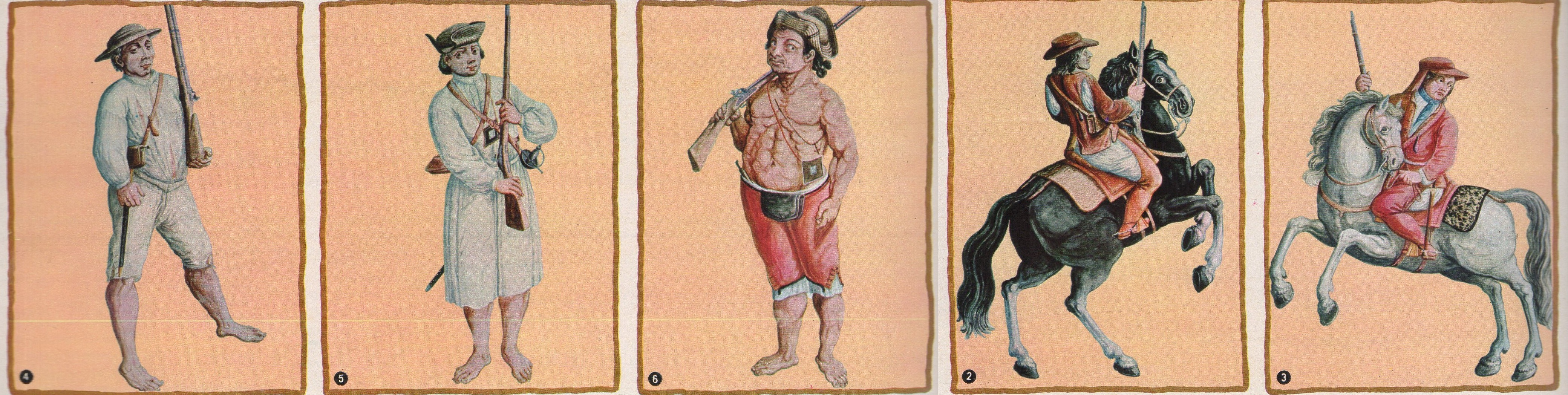
Tropas brasileiras de Ordenanças. Sec. XVIII

Das povoações ou aldeias, que cede S. M. C. na margem oriental do rio Uruguai, sairão os missionários com todos os móveis e efeitos levando consigo os índios para os aldear em outras terras de Espanha; e os referidos índios poderão levar também todos os seus bens móveis e semoventes, e as armas, pólvoras e munições, que tiverem em cuja forma se entregarão as povoações à Coroa de Portugal com todas as suas casas, igrejas e edifícios, e a propriedade e posse do terreno. As que se cedem por Sua Majestade Fidelíssima e Católica nas margens dos rios Pequiri, Guaporé e das Amazonas, se entregarão com as mesmas circunstâncias que a Colônia do Sacramento, conforme se disse no artigo XIV; e os índios de uma e outra parte terão a mesma liberdade para se irem ou ficarem, do mesmo modo, e com as mesmas qualidades, que o hão de poder fazer os moradores daquela praça; exceto que os que se forem perderão a propriedade dos bens de raiz, se os tiverem.

Artigo XIV: Sua Majestade Católica, em seu nome e herdeiros, cede à Coroa de Portugal para sempre tudo o que é ocupado pela Espanha, ou que por qualquer título ou direito possa pertencer a ele, em qualquer parte da terra que por Estes artigos são declarados pertencentes a Portugal; desde o monte dos Grandes Castelos e sua orla sul e costa do mar até a nascente e a principal origem do rio Ibicuí. E também produz todas e quaisquer cidades e estabelecimentos que foram feitos, pela Espanha, no ângulo de terra entre a margem norte do rio Ibicuí e o lado leste do Uruguai, e aqueles que podem ter sido fundados na margem leste do país. Rio Pepirí e a cidade de Santa Rosa, e quaisquer outros que possam ter sido estabelecidos, pela Espanha [...]
Artigo XVI: Das cidades ou vilas que Sua Majestade Católica produz na margem oriental do rio Uruguai, os missionários partirão com os móveis e os efeitos, levando consigo os índios para povoá-los em outras terras da Espanha; e os índios acima mencionados também podem carregar todos os seus móveis, bens e semi-bens, e as armas, pólvora e munição que eles têm; de que forma as aldeias serão entregues à Coroa de Portugal, com todas as suas casas, igrejas e edifícios, e a propriedade e posse da terra. Os que forem transferidos por ambas as Majestades, Católica e Fidelísima, nas margens dos rios Pequirí, Guaporé e Marañón, serão entregues nas mesmas circunstâncias que Colonia del Sacramento, conforme disposto no Artigo XIV; e os índios de ambos os lados terão a mesma liberdade de sair ou ficar, da mesma maneira e com as mesmas qualidades que os habitantes daquele lugar podem fazer; Somente quem sair perderá a propriedade do imóvel, se o fizer.

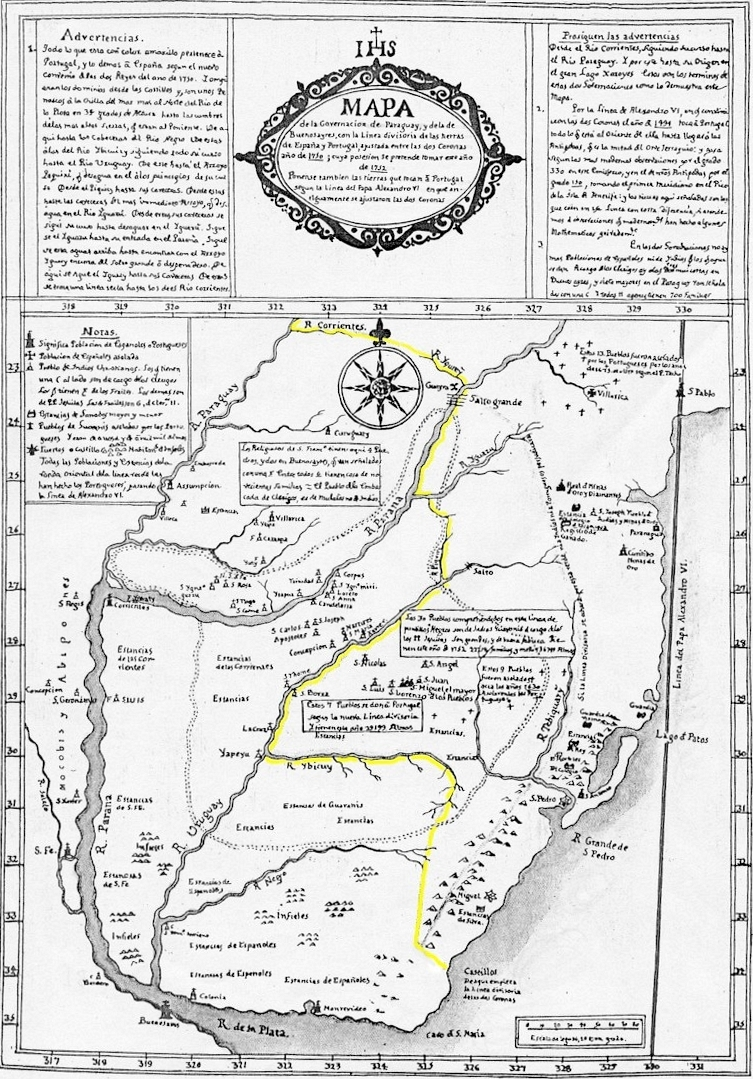
[P. José Cardiel] Mapa/do governo do Paraguai, e do de Buenos Aires, com a linha divisória das terras/da Espanha e de Portugal, ajustada entre as duas Coroas/ano 1750; cuja posse se pretende tomar este ano de 1752

Assim que o conteúdo do Tratado de Madri foi divulgado, nos dois reinos manifestaram-se contundente oposição. Em Portugal: António Pedro de Vasconcelos, ex-governador da Colônia do Sacramento; Alexandre de Gusmão, ex secretário do João V, que trabalhara no mapa geral; frei Gaspar da Encarnação, irmão do duque de Aveiros; Gomes Freire de Andrade, governador do Rio de Janeiro e Minas Gerais, com jurisdição no sul do Brasil; Sebastião José de Carvalho e Melo, futuro marquês de Pombal; mercadores e contrabandistas. Em especial, unia-lhes a posição contra a troca da Colônia do Sacramento pelas terras e cidades missioneiras (oriente do rio Uruguai e norte do rio Ibicuí), com a exclusividade castelhana sobre o Rio da Prata Na Espanha, os partidários de Carlos IV de Nápoles e Sicília, que viria a assumir o reino espanhol como Carlos III, deram eco às suas declarações contra o convênio assinado por Fernando VI. Desde a península itálica, ele publicou uma declaração contra o tratado.
De fato, as forças contrárias ao tratado eram tão contundentes que dava a impressão que não seria executado. Contribuía para isso a longa e penosa doença de João V, acamado desde 1747. A assinatura acorrera em sua pior inanição, em janeiro. Até sua morte, em 31 de julho de 1750, os discursos contrários pareciam colocar uma pá de cal naquela ação diplomática. Entretanto, assim que José I (1714-1777) assumiu o poder, seu gabinete resolveu cumprir o acordo. Dos colaboradores de seu pai manteve Pedro de Mota e Silva na Secretaria de Estado dos Negócios do Reino. As reformas iniciaram com a nomeação de Sebastião José de Carvalho e Melo para a Secretaria de Estado dos Negócios Estrangeiros, e Diogo de Mendonça Corte-Real para a da Guerra e da Marinha e Domínios Ultramarinos. Assim que as tratativas para a execução do tratado foram retomadas, a militância jesuítica retomou com contundência na península ibérica, em Roma e na América, a resistência em defesa de modificação ou revogação, contrária a entrega das Missões da banda oriental do rio Uruguai.
A área de principal litígio, a oriente do rio Uruguai, correspondia aos trabalhos das Primeira e Segunda comissões demarcatórias. À Primeira estava adstrita a demarcação da linha que iniciava em Castillos Grande, percorria as nascentes dos rios da lagoa Mirim, passava pelas cabeceiras do rio Negro, e ingressava na principal nascente do Ibicuí, percorrendo o seu canal principal até a sua foz, no rio Uruguai. Deste ponto, a Segunda Partida, demarcava a linha do rio Uruguai, no sentido de jusante. Ingressava no rio Peperi-guaçu, localizava a nascente do Santo Antônio, prosseguia pelo seu canal até o Iguaçu e, deste, findava no Salto Grande (Sete Quedas), início da demarcação de responsabilidade da Terceira Partida. Ou seja, cabia à Segunda fixar a divisão missioneira, realizando o corte demarcatório principal da separação dos Sete Povos dos demais.
Os dois comissários principais, Gomes Freire de Andrade e marquês de Valdelírios, com os comissários das três partidas encarregadas das demarcações de limites do sul, se reuniram em 1752 na costa atlântica, para começarem os trabalhos. No entanto, quando em fevereiro de 1753, a Primeira Partida Demarcadora chegou a Santa Tecla (Bagé, RS), estância do povo de São Miguel, foi impedida de prosseguir. Seus comissários principais eram o coronel Francisco Antônio Cardoso (Portugal) e Juan de Echavarria (Espanha). Com a oposição indígena, retiraram-se para a Colônia do Sacramento e Buenos Aires. Ali foram recebidos pelos comissários principais. Consequentemente, não conseguiram realizar os levantamentos além das cabeceiras do rio Negro. As demarcações pelos rios Ibicuí e Uruguai seriam concluídas somente em 1759, depois da Guerra Guaranítica.
Um ano após a publicação do tratado, em 17 de janeiro de 1751, firmou-se um Convênio Secreto Adicional. Por ele, os reis de Espanha e Portugal se comprometiam, em caso de uma resistência dos “índios e habitantes”, a realizar a transmigração das aldeias e territórios missioneiros, sob a força das armas. Esse Convênio Adicional era constituído de quatro artigos separados, nos quais, para garantir a possessão das terras permutadas de forma pacífica e perpétua, ambos os monarcas se comprometiam a obter a desocupação dos territórios, por força das armas, caso não houvesse obediência imediata a essa medida.
Se por um lado Tratado de Madri foi elaborado para acabar com os desentendimentos entre Espanha e Portugal, no que se refere às respectivas possessões na América, como forma de amenizar ou resolver os conflitos até então latentes entre as Coroas Ibéricas; ao mesmo tempo em que tentava impor a paz , o acordo estabelecia a retirada dos povos Guarani do território compreendido pelos Sete Povos, criando assim, um conflito em potencial. Em especial, o ponto chave desse conflito foi a troca da Colônia do Sacramento e dos Sete Povos, entre Espanha e Portugal, respectivamente, configurou-se numa questão delicada que poderia trazer consequências graves para o Prata, marcando o fim da experiência dos povos jesuítico-guaranis, e para a Europa, com a expulsão dos jesuítas e a extinção da Companhia de Jesus.
As autoridades ibéricas deram aos índios guaranis o prazo de um ano, para efetuar a entrega aos portugueses, o transporte de seus bens, a transferência de cerca de trinta mil pessoas. Em meio a isso, os índios dos Sete Povos resistiram as exigências do tratado enquanto os jesuítas tinham a obrigação moral de tentar persuadir os índios a obedecerem as designações do rei, uma vez que a obediência que os jesuítas deviam ao rei através do Real Patronato.
Para cumprir as designações do tratado, por ordem do rei de Espanha, veio para a América o padre Luiz Altamirano, comissário eclesiástico, encarregado de supervisionar o cumprimento das estipulações do tratado, designado pelo Real Patronato. Em carta ao Superior das Missões do Uruguai, Padre Strobel, de 22 de setembro de 1752, Altamirano impõe aos padres algumas determinações. Em nome do rei e do Padre Geral e sob pena mortal, em virtude da Santa Obediência, que os jesuítas não impeçam, nem resistam direta ou indiretamente, por palavras ou por escrito, à mudança dos índios. A data em que deveria ser processada a transmigração foi estipulada: 3 de novembro de 1752. Devido a inúmeras dificuldades comuns à mudança dessa monta não houve o tempo necessário para executá-la dentro do prazo estipulado. Resolvidos então a não atender as ordens do Padre Altamirano, alguns jesuítas prenderam-se a subterfúgios, com a finalidade de retardar o máximo possível o deslocamento, na esperança de que com a demora, fosse abandonada essa ideia. Apesar de todas as tentativas de Altamirano para que se efetivasse uma mudança em geral pacífica, todas as investidas foram inúteis. Os Sete Povos não estavam dispostos e não se intimidaram com as sucessivas formas de pressão a que foram submetidos. Desta maneira os espanhóis foram considerados obrigados a cumprir as disposições do tratado com a coroa portuguesa que deu origem a Guerra Guaranítica (início de 1754).

## A guerra

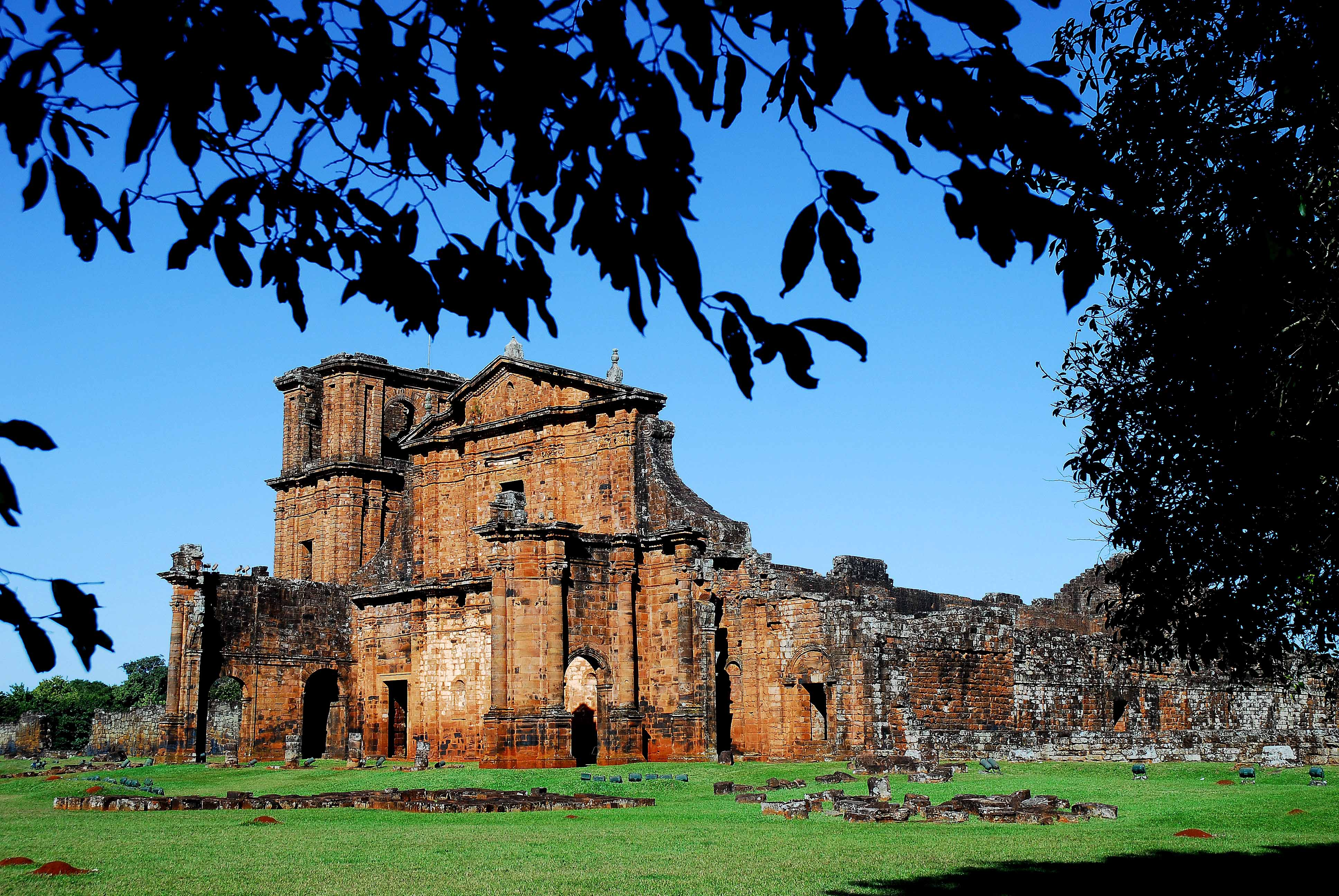
Remanescentes e ruínas da Igreja de São Miguel

No início de 1754, o marquês de Valdelirios chegou a Buenos Aires da Espanha carregando um certificado real pelo qual o rei ordenou ao governador de Buenos Aires, José de Andonaegui, que imediatamente levassem à força as sete cidades e as entregassem aos portugueses. Na execução do primeiro plano de guerra, os exércitos ibéricos atuariam separadamente. Os lusobrasileiros atacariam Santo Ângelo, pelo norte; os castelhanos, São Francisco de Borja, pelo sul. Realizariam movimentos de convergência, empurrando os indígenas para a margem ocidental do rio Uruguai.

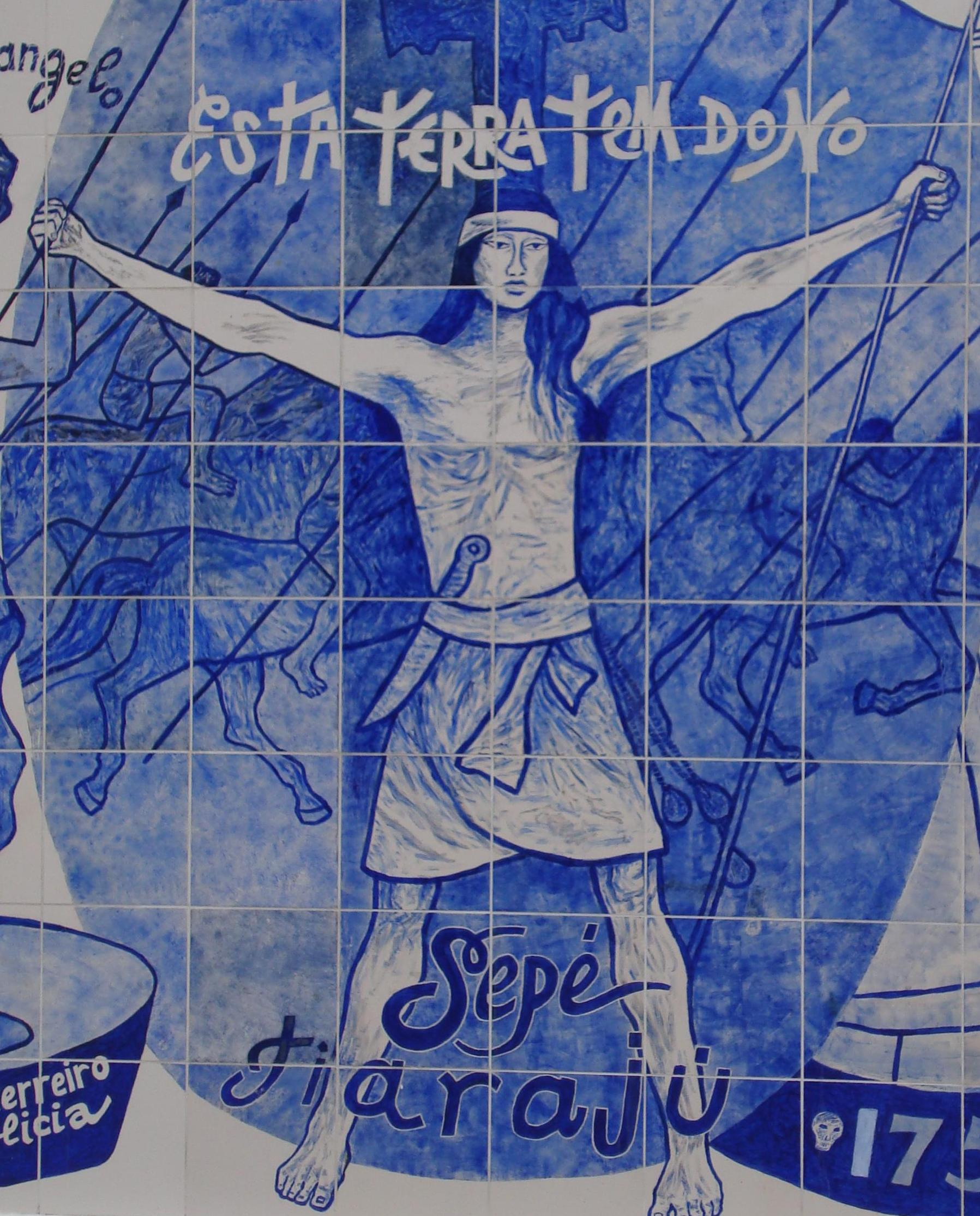
Sepé Tiaraju

Em uma reunião realizada na ilha Martin Garcia entre Valdelirios, Gomes Freire e Andonaegui, foi decidido que além do corpo veterano, as milícias de Montevidéu, Santa Fé e Corrientes seriam convocadas. Em maio de 1754, Andonaegui concentrou 1 500 soldados em Rincón de las Gallinas (hoje Rincon de Haedo na confluência do rio Negro com o Uruguai) e avançou para a fazenda Yapeyú, onde chegou em junho. No entanto, o mau tempo impediu a campanha e de modo que seus soldados foram derrotados pelos guaranis sob o comando de Rafael Paracatú, cacique de Yapeyú. Com isso Andonaegui desistiu de continuar a campanha e retirou-se do rio Ibicuy para o Salto Chico do rio Uruguai em 10 de agosto, embora tenha conseguido capturar Paracatu e levá-lo para Buenos Aires.
As forças portuguesas sofreram os mesmos problemas climáticos e sendo atacados pelos guaranis sob o comando do capitão José Sepé Tiarayú. O ataque aconteceu no forte Jesus, María, José de Río Pardo, onde Tiarayú foi derrotado e capturado entre março e abril de 1754, embora ele tenha conseguido escapar. Os portugueses também tiveram que abandonar a campanha após um armistício realizado em novembro de 1754 no rio Yacuí, onde os guaranis obtiveram a ajuda das tribos Charruas, Guenoas e Minuanes. Esse mesmo forte receberia Gomes Freire no dia 14 de agosto e partindo no dia 25 do mesmo mês, no entanto, enquanto se afastava da fortaleza, percebeu que um incêndio começara e precisou retornar para socorrer a guarnição. O forte fora parcialmente destruído pelo fogo e Gomes Freire partiu com suas tropas no dia 26.
As forças espanholas, comandadas pelo governador de Buenos Aires, José de Andonaegui e o governador de Montevidéu, José Joaquín de Viana, e os portugueses, liderados pelo governador de São Paulo e Rio de Janeiro, Gomes Freire de Andrade, decidiram lutar juntos contra os indígenas em dezembro de 1755, com o objetivo de capturar o chefe superior da resistência guarani, cacique Sepé Tiaraju ou Sepee, cujo nome de batismo era José Sepé Tiarayú. Em fevereiro de 1756, forças de Andonaegui, reforçadas por 150 soldados da Espanha, juntamente com 1 670 homens do governador de Montevidéu, 1 200 soldados portugueses sob o comando de Gomes Freire, se encontraram em Santa Tecla para avançar em São Miguel. Entretanto os guaranis evitaram lutar e limitaram-se a uma guerra de guerrilha. Sepé Tiaraju acabou sendo morto pelo governador Viana na Serra de Batoví, em uma das reuniões dos guerrilheiros guaranís com as tropas aliada. Com isso Nicolás Ñanguirú (uma palavra que em guarani significa "flecha do diabo"), antigo corregedor da cidade de Concepción, assumiu o comando dos guerrilheiros guaranis.
Em 10 de fevereiro de 1756, na colina de Caibaté, o exército aliado, com cerca de 2 500 homens, cercou Ñanguirú e seus homens e os exterminou. No campo de batalha, 1 511 guarani foram mortos, entre eles o líder Ñanguirú e 154 prisioneiros, algumas centenas conseguiram fugir. O exército aliado sofreu apenas 4 mortos (3 espanhóis e um português) e 30 feridos (10 espanhóis, entre eles Andonaegui e 20 portugueses, incluindo o capitão Luis Osorio). No dia seguinte, eles entraram em São Miguel e exigiram a rendição das outras cidades, que aceita, exceto em São Lorenço.
Após este conflito, as missões jesuítas acabaram e a resistência guarani foi praticamente cessada. Entretanto alguns pequenos grupos guaranis que resistiram a rendição a praticar as táticas da terra queimada, queimando as cidades de São Miguel e São Luiz Gonzaga. Santo Ângelo foi convertido em um quartel para as tropas espanholas e São João Batista para as tropas portuguesas. Finalmente, em maio de 1756, a última luta ocorreu em São Miguel acabando em definitivo a Guerra Guaranítica.
Em 8 de junho, Andonaegui encerrou a guerra e supervisionou a evacuação dos índios para o oeste do rio Uruguai, o exército aliado permaneceu por dez meses nas Missões, os portugueses recuando para o Rio Pardo sem poder concordar com o limite na nascentes do rio Ibicuy e sem entregar a Colonia de Sacramento à Espanha em 12 de dezembro de 1757.

## Principais líderes
- Sepé Tiaraju: corregedor e alférez real de San Miguel d cacique geral, morto em 1756.
- Nicolau Ñanguirú: corregedor de Concepción, sucedeu a Sepé no comando geral da guerra. Morreu em 1756 na batallha de Caybaté.
- Cristóforo Acatú: cacique de San Luis Gonzaga.
- Bartolomé Candiú: cacique de Santo Ángelo.
- Miguel Javat: corregidor de San Luis Gonzaga.

## Filme
O drama vivenciado pelos guaranis, jesuítas, bandeirantes e tropas ibéricas foi mostrado no filme britânico A Missão, de 1986, estrelado por Robert De Niro e Liam Neeson.